# Acytolepis hermione
Acytolepis hermione är en fjärilsart som beskrevs av Hans Fruhstorfer 1905. Acytolepis hermione ingår i släktet Acytolepis och familjen juvelvingar. Inga underarter finns listade i Catalogue of Life.